# 2004 في البحرين
فيما يلي قوائم الأحداث التي وقعت خلال عام 2004 في البحرين.

## رياضة
- 1 يناير – البحرين في الألعاب الأولمبية الصيفية 2004
- 1 يناير – البحرين في الألعاب البارالمبية الصيفية 2004
- 1 يناير – كأس ملك البحرين 2004
- 1 يناير – كأس ولي العهد البحريني لكرة القدم 2004 الفائز نادي الرفاع.
- 4 أبريل – جائزة البحرين الكبرى 2004 الفائز مايكل شوماخر.

## أفلام
من الأفلام التي صدرت هذه السنة في البحرين:
- 7 أبريل – زائر من إخراج بسام الذوادي.

## موسيقى

### ألبومات
من الألبومات التي صدرت هذه السنة في البحرين:
- 1 يناير – أوقات من غناء أصالة نصري.